# Stjepan Ivezić
Stjepan Ivezić (Petrinja, 10. prosinca 1900. – Pula, 2. srpnja 1967.), hrvatski prosvjetni djelatnik i publicist. Diplomirao 1925. za učitelja fizike i kemije na Visokoj učiteljskoj školi u Zagrebu.

## Životopis
Rođen u Petrinji. Službovao diljem Savske banovine, mahom u građanskim školama, kao predavač, metodičar i ravnatelj. Promicao i popularizirao znanost, surađivao u periodici. Između dvaju ratova objavio je knjige: "Kemijski pokusi" (s Mijom Filajdićem, 1933.), "Tesla, ponos naše nacije" (1936.) i "Znameniti fizičari" (1938.). Od 1941. do 1943. radio u požeškoj gimnaziji. Tijekom II. svjetskog rata, iz domobranstva je prešao partizanima te vodio školu za buduće učitelje, među kojima i Istrane. Bio je prvi ravnatelj Prve gimnazije u Osijeku 1945. gdje je pokrenuo "Školske novine". S Jankom Herakom objavio je novo izd. "Kemijskih pokusa" (1946), a 1948. premješten je u Novu Gradišku. Na vlastiti zahtjev 1951. prešao je u Pulu te radio u gimnaziji "Branko Semelić". Od 1952. do umirovljenja 1959. radio je u Mornaričkoj strojarskoj školi. Sudjelovao je u osnivanju Društva "Naša djeca", izviđačke organizacije, Narodne tehnike, Društva izumitelja, Narodnog sveučilišta itd. Sa suprugom Ljubicom Ivezić i suradnicima pokrenuo je časopis "Istarski borac", a jedan je i od osnivača časopisa "Istarski mozaik". U Puli i Zagrebu objavio je stručna izdanja: "Eksplozivi" (1950.), skripta "Kemija", "Fizikalni rječnik" (1959.), "Nobel i nobelovci" (1965.), "Leksikon nobelovaca, 1901-1964." (1965.) i "Farmakološki rječnik" (1967.).
LIT.: (m.), Stjepan Ivezić: "Leksikon nobelovaca", u: "Istarski mozaik", br. 1-2 (1965.); Milan Šebelić, U spomen Stjepanu Iveziću, u: "Istarski mozaik", br. 4-5 (1967.); privatna arhiva Zorana Ivezića